# Vredens dag (film, 1943)
Vredens dag kan också syfta på protesterna i Egypten 2011.
Vredens dag är en dansk dramafilm från 1943 i regi av Carl Th. Dreyer. I huvudrollerna ses Lisbeth Movin, Thorkild Roose och Preben Lerdorff Rye. 
Filmen handlar om en prästhustru på 1600-talet som bestämmer sig för att berätta om sin kärleksaffär med sin styvson för sin make. Men chocken dödar honom och leder till att hon anklagas för häxeri. Filmen bygger på pjäsen Anne Pedersdotter från 1909 av den norske pjäsförfattaren Hans Wiers-Jenssen, som i sin tur var baserad på processen mot den norska prästhustrun Anne Pedersdotter, som brändes på bål 1590.
I omsorgsfullt återskapad 1600-talsmiljö, tyngd av livsfientlig lutherdom, utspelar sig långsamt och obevekligt ett passionsdrama där kärlek och sexualitet brutalt krossas av avund, makt, intolerans och vidskepelse. Filmen rymmer tre av Dreyers säreget genomlysta kvinnoporträtt, alla präglade av både styrka, lidande och destruktivitet. 
Filmen har ibland uppfattats som en allegori över nazismen (Danmark var vid den tidpunkten ockuperat av Nazityskland), men det är en tolkning som Dreyer själv dock avvisade.

## Medverkande  i urval
- Thorkild Roose
- Lisbeth Movin
- Sigrid Neiiendam
- Preben Lerdorff Rye
- Olaf Ussing
- Preben Neergaard
- Albert Høeberg

## Fotnoter
1. ↑  Svensk Filmdatabas: Faktablad Vredens dag